# Fietssnelweg F31
De fietssnelweg F31 is een fietssnelweg voor fietsers en andere zachte weggebruikers tussen Brugge en Zeebrugge.
De fietssnelweg is anno 2020 gedeeltelijk gerealiseerd: het gedeelte tussen Brugge en station Lissewege is befietsbaar.

## Route
De F31 vertrekt op de Krakelebrug (aansluiting met F30 en F310), volgt de dijk van de vroegere spoorlijn 201 in Sint-Pieters en gaat langs Zeveneke om aan de Kolvestraat uit te komen. Daarna slingert de route twee keer onder de spoorweg door tot aan de fly-over van de bedrijvenzone "De Spie" waar de fietsroute kruist met de Lentestraat. Aan de voormalige spoorwegoverweg werd een nieuw fietspad aangelegd. Hierna kruist de route de A11 om vervolgens via aan het station van Lissewege uit te komen.

## Aanleg
Het stuk tussen station Lissewege en Zeebrugge moet anno 2020 nog gedeeltelijk gebouwd worden. Hier is al een stuk gerealiseerd tussen Lissewege en Zwankendamme, ten oosten van spoorlijn 51A.